# Mirjam Ott
Mirjam Ott (* 27. Januar 1972 in Bern) ist eine ehemalige Schweizer Curlerin. Sie spielte für den Davos Curling Club und war bis 2014 die einzige Curlerin die aktiv an vier verschiedenen Olympiaspielen teilgenommen hat. Triumphe bei der Europa und Weltmeisterschaft gelten zu den Höhepunkten ihrer 18-Jährigen Karriere als Curlerin.

## Werdegang
Im Alter von zehn Jahren begann sie mit dem Curling. Ihr erstes bedeutendes Turnier war die Europameisterschaft 1996 in Kopenhagen, wo sie auf Anhieb die Goldmedaille gewann. Bei der EM 2001 im finnischen Vierumäki wurde sie Dritte. Bei den Olympischen Winterspielen 2002 in Salt Lake City war sie im Team von Skip Luzia Ebnöther und gewann die Silbermedaille.
An der EM 2004 in Sofia, der EM 2005 in Garmisch-Partenkirchen sowie den Olympischen Winterspielen 2006 in Turin wurde Ott (als Skip) erneut Zweite. Bei allen drei Turnieren musste sie sich der schwedischen Mannschaft von Skip Anette Norberg geschlagen geben. Mit ihrer zweiten Silbermedaille ist Mirjam Ott jedoch bisher die einzige Frau weltweit, welche zwei olympische Medaillen im Curling besitzt. Darüber hinaus ist sie vierfache Schweizer Meisterin (1997, 2004, 2006 und 2008).
Zusammen mit Janine Greiner, Valeria Spälty und Carmen Schäfer gewann sie bei der Curling-Weltmeisterschaft 2008 im kanadischen Vernon die Bronzemedaille und bei der Curling-Europameisterschaft 2008 in Örnsköldsvik die Goldmedaille.
Bei der Curling-Europameisterschaft 2009 in Aberdeen gewann Ott mit ihrem Team die Silbermedaille. Die Round Robin hatte das Team als Erster abgeschlossen. Das Page-Playoff-Spiel gegen Dänemark konnte man gewinnen, verlor aber das Finale gegen Deutschland mit 5:7.
Bei den Olympischen Winterspielen 2010 in Vancouver stand sie mit ihrer Mannschaft im kleinen Final und spielte um die Bronzemedaille. Das Spiel um Platz 3 verlor sie gegen das chinesische Team um Skip Wang Bingyu mit 6:12. Bei der Weltmeisterschaft 2012 in Lethbridge gewann sie im Final gegen Schweden die Goldmedaille.
Bei den Olympischen Winterspielen 2014 in Sotschi stand sie mit ihrer Mannschaft erneut im kleinen Final, unterlag aber den Gegnerinnen aus Grossbritannien mit 5:6. Kurz darauf gab ihr Team beim Curling Club in Davos bekannt sich aufzulösen Anschliessend beendete Ott ihre Karriere und wurde Trainerin des Badener Frauenteams um Skip Alina Pätz.
Mirjam Ott ist Betriebswirtschafterin und lebt in Laax und Zürich.

## Aktuelle Teammitglieder (Davos iFAS)
- Third Carmen Schäfer
- Second Carmen Küng
- Lead Janine Greiner

## Erfolge

### Olympische Winterspiele
2014 4. Rang; 2010 4. Rang; 2006 Silber; 2002 Silber

### Weltmeisterschaft
2012 1. Rang; 2011 5. Rang; 2009 5. Rang; 2008 Bronze; 2005 7. Rang; 1997 8. Rang

### Europameisterschaft
2013 Bronze; 2012 5. Rang; 2010 Bronze; 2009 Silber; 2008 Gold; 2007 4. Rang; 2006 Bronze; 2005 Silber; 2004 Silber; 2001 Bronze; 1996 Gold

### Schweizer Meistertitel Elite
2012, 2011, 2009, 2008, 2006, 2004, 1997